# Warren Kidd
Pour les articles homonymes, voir Kidd.
Warren Kidd, né le 9 septembre 1970 à Harpersville en Alabama, est un joueur américain de basket-ball. Il évolue au poste de pivot.